# Rimavské Janovce
Rimavské Janovce (węg. Jánosi lub Rimajánosi) – wieś (obec) na Słowacji położona w kraju bańskobystrzyckim, w powiecie Rymawska Sobota. Pierwsze wzmianki o miejscowości pochodzą z roku 1221. 
Według danych z dnia 31 grudnia 2012, wieś zamieszkiwało 1329 osób, w tym 694 kobiety i 635 mężczyzn.
W 2001 roku rozkład populacji względem narodowości i przynależności etnicznej wyglądał następująco:
- Słowacy – 52,86%
- Czesi – 0,33%
- Morawianie – %
- Polacy – 0,08%
- Romowie – 5,22%
- Węgrzy – 41,34%

Ze względu na wyznawaną religię struktura mieszkańców kształtowała się w 2001 roku następująco:
- Katolicy rzymscy – 65,62%
- Grekokatolicy – 0,75%
- Ewangelicy – 7,37%
- Ateiści – 8,53%
- Przedstawiciele innych wyznań – 0,08%
- Nie podano – 3,73%